# Enzo Coppini
Enzo Coppini, né le 18 avril 1920 à Agliana en Toscane et mort le 29 juillet 2011 à Prato en Toscane, est un coureur cycliste italien, professionnel de 1945 à 1952. 

## Palmarès
- 1945
  - 2e du Milan-Turin
- 1946
  - Coppa Lanciotto Ballerini
  - Coppa Montemurlo
  - Coppa Biagi
  - 2e du Circuit de San Rocco à Larciano
  - 2e de la Coppa Aurora
- 1948
  - 3e de la Coppa Martini
- 1949
  - Grand Prix de Mostaganem
  - 4e du Tour d'Algérie

## Résultats sur les grands tours

### Tour de France
- 1948 : abandon (14e étape)

### Tour d'Italie
4 participations
- 1946 : 14e
- 1947 : abandon
- 1949 : 46e
- 1950 : abandon